# Magister Bibendi
Magister Bibendi – debiutancki album białoruskiego zespołu rockowego Trubetskoy. Został nagrany w wileńskim studiu Ymir Audio, a jego producentem był Snorre Bergerud. Premiera odbyła się 23 października 2015 roku. Płyta zawiera dwanaście premierowych piosenek. Tytuł albumu, odnoszący się do tatuażu wokalisty i lidera grupy Pawła Bułatnikaua, był również rozważany jako nazwa dla zespołu w momencie jego powstania.

## Lista utworów
| Nr  | Tytuł utworu               | Oryginalna pisownia tytułu | Długość |
| --- | -------------------------- | -------------------------- | ------- |
| 1.  | „Magister Bibendi”         |                            | 3:19    |
| 2.  | „Jewa i Adam”              | «Ева и Адам»               | 2:57    |
| 3.  | „Leti”                     | «Лети»                     | 2:38    |
| 4.  | „Kapkan”                   | «Капкан»                   | 3:15    |
| 5.  | „Rock&Roll”                |                            | 2:46    |
| 6.  | „Zirnycia”                 | «Зірниця»                  | 2:40    |
| 7.  | „Diewiatyj wał”            | «Девятый вал»              | 3:12    |
| 8.  | „Hetym razam”              | «Гетым разам»              | 3:02    |
| 9.  | „Kupała” (cover Skylė)     | «Купала»                   | 2:39    |
| 10. | „Na kriestinach satany”    | «На крестинах сатаны»      | 3:14    |
| 11. | „Nie pustiat w raj”        | «Не пустят в рай»          | 2:46    |
| 12. | „Stakany” (cover Akwarium) | «Стаканы»                  | 2:40    |
|     |                            |                            | 35:08   |

## Twórcy
- Pawieł Bułatnikau – wokal
- Rusłan Uładyka – gitara
- Aleś-Franciszak Myszkiewicz – gitara basowa, wokal wspomagający
- Alaksandr Starażuk – perkusja